# Vexx
Vexx è un videogioco a piattaforme sviluppato da Acclaim Studios Austin e pubblicato da Acclaim Entertainment per le console GameCube, PlayStation 2 e Xbox nel 2003. L'obiettivo del gioco è quello di raccogliere dei cuori magici e sbloccare nuovi mondi da attraversare, sconfiggendo i nemici e saltando sulle piattaforme. Il protagonista, Vexx, è armato solamente dei guanti da battaglia di Astani, che gli conferiscono la forza per sconfiggere i suoi nemici, di volare e nuotare sott'acqua.

## Trama
La storia ha inizio su un pianeta chiamato Astara dove gli abitanti hanno "aperto una porta che avrebbe dovuto restare chiusa" e questo ha portato alla distruzione dello stesso da parte dei Shadowraith, i quali hanno terrorizzato tutti per settecento anni e il male perversa ancora dopo tutto questo tempo. Il gruppo di malvagi discese sul pacifico villaggio di Overwood, qui l'oscuro Yabu e i suoi seguaci cominciarono ad attaccarlo e distruggerlo senza trovare alcuna difesa a sbarrargli la strada, solo l'anziano guardiano Vargus (Vargas nell'edizione originale) e il suo nipote Vexx non furono subito catturati. In netta minoranza contro gli invasori, Vargus e Vexx non riuscirono a resistere all'oscuro potere di Yabu e furono così sconfitti e incatenati assieme agli altri abitanti del villaggio, che furono mandati a lavorare come schiavi nel labirinto di gallerie che circondava le loro case.
Continuamente picchiato e insultato, Vexx cercò di resistere il più possibile finché non riuscì più a contenere la sua ira e attaccò i suoi oppressori, ribellandosi, ma fu fermato dalle ombre che rispondevano agli ordini di Yabu, il giovane eroe avrebbe voluto ucciderlo ma non lo fece per rispettare il sacrificio di suo nonno; infuriato per l'accaduto, Yabu scatenò il suo potere contro Vargus e non ebbe alcuna pietà. Giurando vendetta, non appena calò la notte, Vexx fuggì dal luogo servendosi della Windship, l'astronave di Yabu, deciso a distruggere il nemico ma il fato non gli diede la vendetta ma bensì la fortuna, così trovò i leggendari guanti da battaglia Astani War Talon, nascosti da Yabu per evitare che potessero cadere in mani nemiche. I magici guanti si legarono per sempre a Vexx facendolo gridare dal dolore ma dandogli così anche la forza necessaria per fronteggiare i suoi nemici, salvare Astara e compiere così la sua vendetta.

## Modalità di gioco
Il gioco presenta le caratteristiche tipiche di altri titoli del medesimo genere, ovvero dei livelli composti principalmente da piattaforme da far scavalcare al personaggio giocante Vexx. Il compito del giocatore è quello di guidare il protagonista attraverso varie ambientazioni con lo scopo di raccogliere un certo numero di cuori magici che gli consentiranno di sbloccare l'accesso ai livelli successivi, dieci in tutto. Lungo i vari percorsi oltre a diversi ostacoli sono presenti anche numerosi nemici che Vexx dovrà fronteggiare in combattimento facendo uso del potere conferitogli dai guanti da battaglia di Astani mediante l'utilizzo di combo che possono durare anche diversi secondi e che andranno a riempire una barra speciale, una volta riempita del tutto, questa consentirà al personaggio di scagliare dei colpi d'energia particolarmente efficaci per un breve lasso di tempo, e dovrà anche risolvere svariati enigmi che gli consentiranno di trovare i cuori necessari a completare il livello. La struttura di gioco prevede che le ambientazioni non vengano esplorate soltanto in un'occasione ma più volte data la dimensione di quest'ultime, il che imporrà al giocatore di scrutare con maggiore attenzione i vari particolari che potrebbero essergli sfuggiti precedentemente, in modo da trovare l'accesso a diverse aree segrete.

## Sviluppo
Lo sviluppo di Vexx ebbe inizio nel tardo 1999 per opera di Acclaim Studios Austin, tale studio voleva creare una mascotte per un titolo a piattaforme per le console di sesta generazione. Il team di sviluppo fu condotto dal direttore creativo David Dienstbier e dal designer Thomas Coles affiancati da un numero vario di persone che si aggirava tra i ventidue e i quaranta membri, i quali avevano lavorato precedentemente per Iguana ad altri videogiochi come Turok: Dinosaur Hunter. Coles citò come fonte d'ispirazione per il gioco altri titoli famosi come Super Mario 64 e Banjo-Kazooie.
In origine doveva essere intitolato Clip and Mischief e doveva presentare una creatura simile a un roditore di nome "Clip", il quale avrebbe avuto come aiutante un rettile chiamato "Mischief". Tale idea fu accotonata quando il team di sviluppo trovò tale concetto troppo simile a quello presente in Jak and Daxter: The Precursor Legacy (dove il protagonista Jak è accompagnato da Daxter, un essere peloso, metà lontra e metà donnola). In modo da differenziare il gioco, quando lo sviluppo arrivò all'incirca alla metà del processo furono apportate diverse modifiche alle meccaniche, ponendo l'attenzione principalmente sull'unico personaggio giocabile. Gli sviluppatori scelsero di rinominarlo "Jinx" (traducibile in italiano come "iettatore"), nome datogli in riferimento alla sua sfortuna e alla sua capacità di finire sempre in situazioni terribili, tuttavia tale nome portò a dei problemi legali all'azienda. Così il protagonista fu ribattezzato "Vexx" (derivato dal verbo "vex", tradotto in italiano come "vessare"), questa volta rivolto al fatto che il giovane eroe avrebbe portato la sua sfortuna ai nemici incontrati lungo il suo cammino.
Il design di Vexx cambiò molte volte durante lo sviluppo. I designer proposero delle idee per un personaggio che doveva divenire una mascotte rappresentante di un futuro marchio omonimo con anche lo scopo di rendere orgogliosa Acclaim. I membri dello staff arrivarono alla conclusione che sarebbe stato disegnato in base alle meccaniche di gameplay e non in un altro modo. Coles spiegò "Mario non è un gran personaggio perché lui è Mario ed è stato progettato dal nulla. È Mario per via dei giochi in cui è stato presente e per la gente che è cresciuta per amarlo". Dopo aver creato le meccaniche di gioco principali, Acclaim si concentrò sul testarle e lavorò per terminare il design, il quale prese ispirazione da molte fonti diverse. I guanti di Vexx ad esempio si ispirarono a quelli indossati da un personaggio della serie a fumetti Battle Chasers di Joe Madureira, che il team trovò perfetti per applicare gli effetti e aggiungere le mosse che volevano. Sebbene gli sviluppatori abbiano cercato di creare una storia adatta al titolo, tralasciarono intenzionalmente il passato di Vexx in modo da consentire ai giocatori di identificarsi più facilmente nel personaggio vedendolo come un eroe di tutti i giorni.
Lo sviluppo del software vide la luce per la prima volta alla metà del 2000, con le prime parti di esso create nel novembre del medesimo anno. I primi lavori riguardanti Vexx furono fatti su PC, dato che al tempo le console di sesta generazione non erano ancora uscite. Fu pianificata l'uscita del gioco su tutte e tre le principali piattaforme, dove i programmatori trovarono più facile lavorare alla versione per Xbox, dato che faceva uso degli stessi strumenti di sviluppo in loro possesso. Con il progredire del progetto, la squadra si divise in gruppi portando così vari membri a lavorare a tutte e tre le versioni contemporaneamente. Acclaim provò a sfruttare al meglio le potenzialità di ogni console, rendendo disponibile il Dolby Digital per l'edizione Xbox e il Dolby Pro-Logic II per quelle PlayStation 2 e GameCube. Fatta l'eccezione di questa caratteristica e piccole modifiche apportate al gamepad per la rispettiva piattaforma, le tre versioni sono completamente identiche. Vexx fu sviluppato nello stesso periodo di Turok Evolution, il quale differiva per quanto riguarda le persone che vi lavorarono, nonostante fossero stati entrambi prodotti presso l'Acclaim Studios Austin, i due erano però accomunati dal motore fisico e dalle fonti d'ispirazione.
Il videogioco fu ufficialmente svelato all'E3 2001 come Jinx e fu ripresentato con il titolo Vexx il 14 gennaio 2002. La sua uscita fu originariamente prevista per l'ottobre dello stesso anno, ma fu posticipata per consentire allo staff di sviluppatori di terminare il lavoro con maggior tempo. Quest'ultimi si ispirarono all'appena uscito Super Mario Sunshine il quale presentava degli indicatori a forma di freccia che avrebbero reso il gioco più semplice e adatto anche ai giocatori occasionali. Vexx fu pubblicato in Nord America l'11 febbraio 2003 e in Europa il 4 aprile seguente distribuito da Acclaim Entertainment per PlayStation 2, GameCube e Xbox.
A causa dei vincoli di tempo e i finanziamenti insufficienti, molti contenuti furono scartati nel corso dello sviluppo. Originariamente il gioco doveva presentare sei mondi, ognuno dei quali con tre livelli, portando così a un totale di diciotto. L'idea dei mondi fu di conseguenza scartata e metà dei livelli furono tagliati dal prodotto finale per concentrarsi sui restanti nove prima della sua pubblicazione. Sarebbero dovuti apparire anche sei boss e tra questi vi sarebbe stato un troll che alla fine diventò un semplice personaggio non giocabile. Il ciclo giorno e notte durante la partita doveva avere un ruolo significativo, difatti il team di sviluppo tentò di creare un mondo con il cambio tra luce e oscurità simile a quello di The Legend of Zelda: A Link to the Past. Furono eliminati anche svariati power-up, tra cui una muta subacquea che avrebbe consentito a Vexx di nuotare velocemente.
In origine era prevista anche una versione per la console portatile Game Boy Advance, tuttavia quest'ultima fu cancellata.

## Accoglienza
| Testata                            | Versione      | Giudizio |
| ---------------------------------- | ------------- | -------- |
| GameRankings (media al 09-12-2019) | GC            | 70.84%   |
| GameRankings (media al 09-12-2019) | PS2           | 63.73%   |
| GameRankings (media al 09-12-2019) | Xbox          | 72.88%   |
| Metacritic (media al 18-03-2020)   | GC            | 71/100   |
| Metacritic (media al 18-03-2020)   | PS2           | 63/100   |
| Metacritic (media al 18-03-2020)   | Xbox          | 70/100   |
| Edge                               | GC, PS2, Xbox | 3/10     |
| EGM                                | GC            | 7.5/10   |
| Eurogamer                          | PS2           | 3/10     |
| Game Informer                      | GC            | 8.25/10  |
| Game Informer                      | PS2           | 6.75/10  |
| Game Informer                      | Xbox          | 8/10     |
| GamePro                            | Xbox          | [ 26 ]   |
| GameSpot                           | GC            | [ 27 ]   |
| GameSpot                           | Xbox          | [ 28 ]   |
| GameSpy                            | GC            | [ 29 ]   |
| GameSpy                            | PS2           | [ 30 ]   |
| GameSpy                            | Xbox          | [ 31 ]   |
| GameZone                           | GC            | 7.5/10   |
| GameZone                           | PS2           | 8.9/10   |
| GameZone                           | Xbox          | 8.3/10   |
| IGN                                | GC            | 7.2/10   |
| IGN                                | PS2           | 7.4/10   |
| IGN                                | Xbox          | 7.6/10   |
| Nintendo Power                     | GC            | 3.3/5    |
| OPM                                | PS2           | [ 39 ]   |
| OXM                                | Xbox          | 7.9/10   |
| Maxim                              | GC, PS2, Xbox | 8/10     |
| Multiplayer.it                     | PS2           | 7/10     |
| SpazioGames.it                     | PS2           | 7.1/10   |
| MondoXbox                          | Xbox          | 7.2/10   |

Vexx ha ricevuto recensioni miste da parte dell'aggregatore Metacritic.
La rivista Edge diede un 3 su 10 a tutte le versioni, mentre Electronic Gaming Monthly assegnò un 7.5 su 10 all'edizione per GameCube. Kristan Reed di Eurogamer valutò quella uscita per PlayStation 2 dandogli un 3 su 10 non percependolo come impressionante e trovandolo incompleto, anche per via della storia problematica legata al suo sviluppo, consigliando altri titoli come Pac-Man World 2 e Ty la tigre della Tasmania, sebbene considerasse quest'ultimi mediocri. Concluse definendo Vexx un pasticcio senza fascino, scadente, incompleto, ingiocabile e che non aggiunge nulla alla dozzina di altri giochi che hanno fatto infinitamente meglio. Game Informer apprezzò maggiormente le versioni per GameCube e Xbox dandogli un 8.25 alla prima e un 8 alla seconda, meno invece per quanto riguarda quella per PlayStation 2, il cui voto fu di 6.75.
GamePro assegnò un 3.5 su 5 alla versione per Xbox non trovando nulla di nuovo in esso tranne che per alcuni enigmi legati al tempo, tuttavia riuscì ad apprezzarlo comunque reputandolo più coinvolgente di quanto si possa immaginare la prima volta. Lodò i fondali uniformemente belli e il fatto che anche se il giocatore in alcuni casi non sappia dove debba andare, l'esperienza non diventa mai frustrante anche se il recensore avrebbe preferito qualcosa in più oltre a una colonna sonora migliore, il che gli avrebbe permesso di prendere il sopravvento tra gli altri rivali del medesimo genere. Ryan Davis di GameSpot recensì tutte e tre le versioni dando a ognuna un 6.3 su 10, reputandolo un gioco non terribile ma dalla grafica datata, le meccaniche di gioco familiari e il comparto sonoro che lasciava a desiderare, affermando che probabilmente lo avrebbe trovato più godibile se fosse uscito l'anno prima. Al contrario Benjamin Turner di GameSpy diede 2 stelle su cinque reputando lo stile di gioco decente e la colonna sonora ottima ma come problemi la grafica, il frame rate instabile su GameCube e PlayStation 2 (su Xbox invece tale difetto non era presente e per questo venne considerata la migliore delle tre edizioni) e il design dei livelli poco convincente.
Giudizi differenti per quanto riguarda il punteggio furono dati da GameZone che diede un 7.5 alla versione per GameCube, un 8.9 a quella per PlayStation 2 e un 8.3 a quella per Xbox, definendo il gioco un ottimo platform con l'unico difetto di una telecamera a volte nauseante. Altri pareri positivi furono dati da Hilary Goldstein di IGN che premiò tutte e tre le versioni uscite rispettivamente con un 7.2, 7.4 e 7.6 dove trovò come punto di forza gli enigmi ben congegnati e la dimensione dei mondi ma carente la colonna sonora ripetitiva e la quasi totale assenza della trama a fare da filo conduttore. 
Nintendo Power diede un 3.3 su 5 al gioco, PlayStation Official Magazine lo bocciò con un 2 su 10 definendolo "una vera vergogna", contrariamente Official Xbox Magazine lo trovò più gradevole e diede un 7.9 su 10 e infine Scott Steinberg del periodico Maxim gli assegnò un 8 su 10 apprezzando la componente platform generale mischiata alla vastità degli scenari, il sistema di combattimento composto da combo, il cambiamento da giorno a notte e i puzzle.
Tommaso Pugliese di Multiplayer.it diede un 7 su 10 alla versione PS2 trovando come pro le grandi ambientazioni ben fatte, il buon sistema di controllo e il fatto che fosse completamente localizzato in italiano e come contro il motore grafico incerto, i combattimenti quasi del tutto inutili e la poca varietà. Il recensore lo apprezzò soprattutto per la presenza di alcuni elementi originali, tra cui lo stile adottato per i personaggi, e giudicando divertente la possibilità di muoversi per gli scenari con un ottimo grado di libertà, le uniche cose che apprezzò meno furono le lotte contro i nemici e la storia del gioco, a cui gli sviluppatori non diedero troppa importanza.
SpazioGames.it fu di un parere simile dando un 7.1 sempre all'edizione per la console Sony giudicandolo un titolo discreto, consigliato maggiormente agli amanti del genere piuttosto che ai giocatori occasionali che dovrebbero prima provarlo in vista di un eventuale acquisto. Matteo Spinelli di MondoXbox analizzò la versione uscita per la piattaforma Microsoft, che definì strepitoso e molto vario grazie al buon numero di sotto-giochi e alla serie infinita di azioni eseguibili da Vexx, ritenendolo però nel complesso poco originale e la grafica monotona, difetti che con il tempo frustano un po'. Concluse consigliandolo senza problemi agli appassionati dei titoli a piattaforme, meno a chi non è sfegatato, giudicandolo infine con un 7.2 su 10.